# Jean-Jacques Salomon
Pour les articles homonymes, voir Salomon.
Jean-Jacques Salomon (1929-2008) est un historien des sciences, économiste et philosophe français. Il occupe un poste de haut fonctionnaire à l'OCDE pendant 18 ans, et il est professeur titulaire de chaire au Conservatoire national des arts et métiers pendant 19 ans. Il est l'auteur de nombreux livres et articles.

## Biographie
Jean-Jacques Salomon naît à Metz en Lorraine, le 17 novembre 1929. À 16 ans (en 1944), réfugié en « zone sud », il s’engage dans la résistance armée en trichant sur son âge. Après son baccalauréat, il s'oriente en khâgne, au lycée Henri-IV. Plus tard, il devient l'élève de Raymond Aron et de Georges Canguilhem, sous la direction desquels il obtient, en 1970, son doctorat d'État en Philosophie et Histoire des Sciences. 
Il commence une première carrière dans le journalisme, pour France Observateur, L'express, ou encore Constellation et réalités, en même temps qu'il enseigne la philosophie au Collège Sainte-Barbe, de 1956 à 1958. 

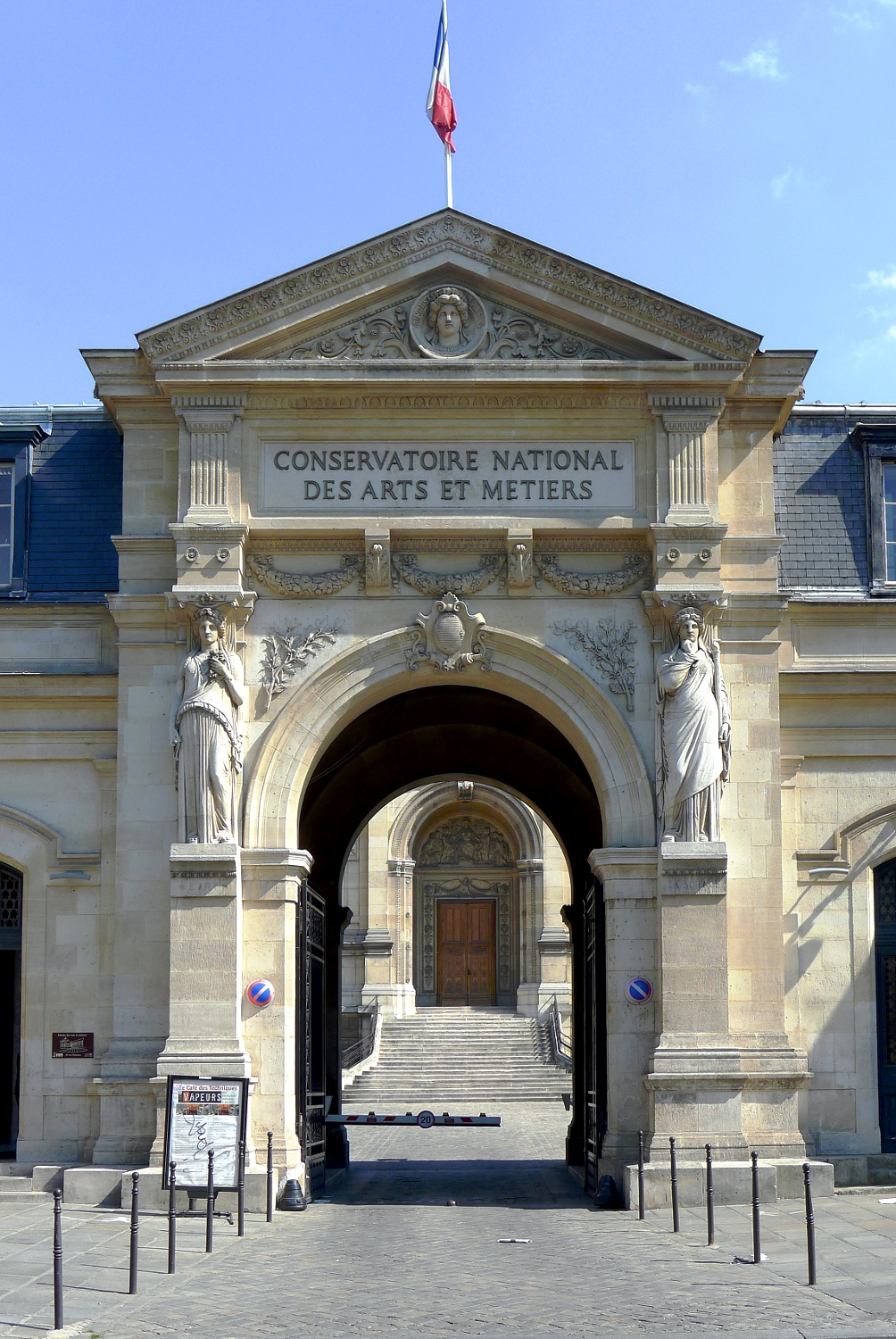
Le Conservatoire national des arts et métiers à Paris.

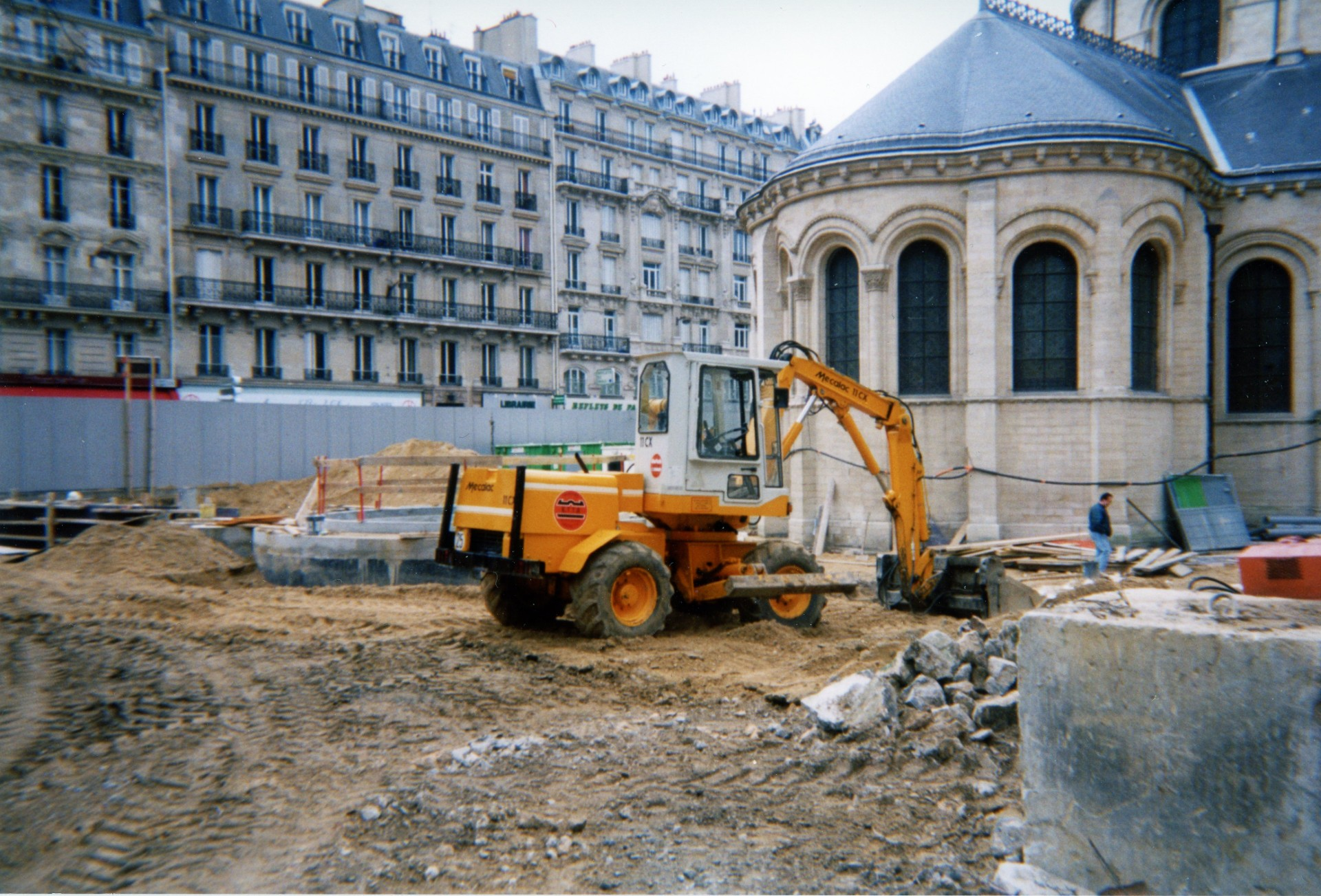
Rénovation du musée du Conservatoire National des Arts et Métiers consacré à l'histoire des sciences et des techniques.

En 1963, Jean-Jacques Salomon se tourne vers la politique scientifique et rejoint l'OCDE comme secrétaire des premières Conférences ministérielles sur la science. À partir de 1965, et jusqu'en 1983, il occupe le poste de Chef de la Division des politiques de la science et de la technologie, auprès de la Direction de la science, de la technologie et de l'industrie. Dans cette fonction, il participe à l'émergence et à l'écriture de nombreux rapports d'importance: La recherche fondamentale et la politique des gouvernements (1966), Science. Croissance et société (1971), Science et technologie pour l’énergie (1975), Changement technique et politique économique (1980), Politique scientifique et technologique pour les années 1980 (1981).
En parallèle, Jean-Jacques Salomon mène une carrière d'enseignant-chercheur. Il est professeur invité dans de nombreuses universités : Massachusetts Institute of Technology (1968-69 ; 1973 ; 1996), à Harvard (1970), à l'Université de Montréal (1980) ; à l’Institut des Hautes études de l’Université de São Paulo (1975) ; à l’Université de New Delhi. En 1974, il est nommé professeur associé au Conservatoire national des arts et métiers (CNAM) et en 1978, il y est élu professeur titulaire de la chaire « Technologie et société » et y crée puis dirige le Centre de recherche « Sciences, technique et société » (STS). En 1983, il est élu Fellow de Clare Hall, Cambridge (1983) ; en 1996, il devient membre de l'Academy of Arts and Sciences de New York.
De 1991 à 1995, il préside le Collège de la prévention des risques technologiques,, dont il était membre depuis 1990, et qui sera dissout sous le gouvernement Juppé. Il participe par ailleurs aux travaux de la Fondation européenne de la science (European Science Foundation), dont il préside de 1977 à 1979 le Comité permanent des sciences sociales (Standing Committee for Social Sciences). De 1974 à 1979, il préside également le Conseil international des études de politique scientifique (ICSPS rattaché à l’ICSU). Il est membre du Mouvement Pugwash. Comme conseiller scientifique, il collabore régulièrement avec la revue « Futuribles ». En 1994, dans le cadre des célébrations du bicentenaire du Conservatoire national des arts et métiers, Jean-Jacques Salomon se fait volontiers le biographe d'Henri Grégoire, abbé lorrain fondateur de cette prestigieuse école.
Jean-Jacques Salomon meurt le 14 janvier 2008 à Paris.

### Famille et vie privée
D'abord marié à Monique Lange, il est le père de Carole Achache, écrivaine et photographe, et le grand-père de la réalisatrice Mona Achache. Il épouse ensuite Claire Salomon-Bayet. Il a avec Claire deux enfants, Anne-Clélia Salomon Monge et Laurent Salomon. 

## Distinctions
- Médaille de la Résistance française (1946)
- Officier de la Légion d'honneur (1999)[13]
- Commandeur de l’Ordre national du mérite scientifique (Brésil) (20 novembre 1996)[14]
- Médaille Patochka de l’Académie des Sciences, République tchèque (1997)

## Œuvre

### Ouvrages
- 2007. Une civilisation à hauts risques (Paris : éditions Charles-Léopold-Mayer)  (ISBN 978-2-84377-130-9)
- 2006. Les scientifiques. Entre savoir et pouvoir (Paris : Albin Michel)
- 2001. Le scientifique et le guerrier (Paris : Belin, coll. « Débats »)
- 1999. Survivre à la science. Une certaine idée du futur (Paris : Albin Michel)
- 1999. Prométhée empêtré. La résistance au changement technique (Paris : Anthropos)
- 1994. Le risque technologique et la démocratie (dir.), Collège de la prévention des risques technologiques (Paris : Documentation française)
- 1994. La quête incertaine. Science, technologie, développement (avec Francisco Sagasti, Céline Sachs-Jeantet) (Paris : Economica)
- 1994. Le destin technologique (Paris : Gallimard, coll. « Folio Actuel », no 35. 1re éd. : Balland)
- Jean-Jacques Salomon, Le destin technologique, Paris, Gallimard, coll. « Folio Actuel, nº35 », 1994 (1re éd. 1992) (lire en ligne)
- 1989. Science, guerre et paix (Paris : Economica). Paru en anglais sous le titre Science, War and Peace (New York & Paris : St.-Martin Press & Economica)
- 1988. L'écrivain public et l'ordinateur. Mirages du développement (avec André Lebeau) (Paris : Hachette). Paru en anglais en 1993 (New-York: Boulder).
- 1986. Les enjeux du changement technologique (avec Geneviève Schméder). (Paris : Economica)
- 1986. Le Gaulois, le cow-boy et le samouraï. Réflexions sur la politique française de la technologie (Paris : Economica)
- 1982. Prométhée empêtré. La résistance au changement technique. Paris : Pergamon. Nouvelle édition en 1984 (Paris : Anthropos)
- 1974. Le système de la recherche. Vol. III. Paris : OCDE, éditions française et anglaise
- 1973. Le système de la recherche. Vol. II. Paris : OCDE, éditions française et anglaise
- 1972. Le système de la recherche. Vol. I. Paris : OCDE, éditions française et anglaise
- 1970. Science et politique. Paris : Le Seuil. Ré-édition en 1989, Paris : Economica. Paru en anglais en 1973 (Londres : MacMillan ; Cambridge, Mass. : MIT Press) et en espagnol en 1974 (Mexico, Madrid, Buenos Aires: Siglo Veintiuno)

### Textes en ligne
- 2006 (entretien avec Vanessa Rousseau). « Science, pouvoir et savoir en matière de biotechnologies », Cités, vol. 4, no 28, p. 109-115.
- 2006. Compte-rendu d'une Table ronde organisée par Futuribles en décembre 2006.
- 2005. « L'impérialisme du progrès », Écologie & politique, vol. 2, no 31, p. 137-143.
- 2005. « L'écologie se vend bien », Écologie & politique, vol. 2, no 31, p. 159-170. Traduction en brésilien : « A ecologia vende bem ! »
- 2005. "Ces équations qui mènent à l'utopie", in revue Le banquet, no 22
- 2005. Jean-Jacques Salomon, « Hommage à Hubert Curien (1924-2005). Statesman of Science », Hermès, no 42,‎ 2005 (lire en ligne)
- 2004. Jean-Jacques Salomon, « Misère de la recherche. Pour une politique de la science et de la technologie. Voies et moyens à la mesure des nouveaux enjeux », Futuribles, no 298,‎ juin 2004 (lire en ligne)
- 2004. Note de lecture sur « Le grand gâchis. Splendeur et misère de la science française », La Revue pour l’histoire du CNRS, no 11 (novembre).
- 2004. "Sauver notre patrimoine scientifique: un enjeu national", in revue Le banquet, no 19.
- 2003. « Introduction », in Champion P. (dir.), La France de la technologie. Science, ingénierie, innovation. Paris : Ministère des affaires étrangères & ADPF,  (ISBN 2-914935-06-4)
- 2003. "Figures de la science sur le champ de bataille. Le scientifique et le guerrier", in revue Le banquet, no 18
- 2002. Compte-rendu de « Le grand gâchis. Splendeur et misère de la science française », La revue pour l’histoire du CNRS, no 11.
- 2002. "La fabrique de l'homme nouveau" Journal français de psychiatrie. No. 17, p. 41-44.
- 2001. « Le nouveau décor des politiques de la science », in Revue internationale des sciences sociales, no 168, p. 355 à 367. Traduction espagnole dans « El nuevo escenario de las políticas de la ciencia »
- 2001. Compte-rendu de Les Alliés occidentaux et les universités allemandes, 1945-1949, de Corine Defrance (Paris, CNRS Éditions, 2000), paru dans La revue pour l’histoire du CNRS, no 5
- 2000. Jean-Jacques Salomon, « La tristesse de Cassandre », Décision, prospective, auto-organisation. Mélanges en l'honneur de Jacques Lesourne,‎ 2000, p. 343-360 (lire en ligne)
- 1999. Sur l'"affaire Sokal", in revue Cahier rationaliste, no 516
- 1999. Compte-rendu de Forget Consensus: Science, Technology and Economic Policy in the United States, 1921-1953 de David M. Hart (New Jersey, Princeton University Press, 1998) et Investing in Innovation: Creating a Research and Innovation Policy that works, de Lewis M. Branscomb & James H. Keller (dir.) (Cambridge, Massachusetts, MIT Press, 1998), paru dans La revue pour l’histoire du CNRS, no 1
- 1994. « Tecnología, diseño de políticas, desarrollo ». Redes, Vol.1, no 1, septembre, p. 9-26
- 1994. Le destin technologique (Paris : Gallimard, coll. « Folio Actuel », no 35. 1re éd. : Balland)
- 1993 (en coll. avec Francisco Sagasti & Céline Sachs-Jeantet). « Da tradição à modernidade ». Estudos Avançados. Vol.7, no 17, p. 7-33.
- 1993 (en coll. avec André Lebeau). Mirages of Development: Science and Technology for the Third Worlds. Lynne Rienner Publishers. (ISBN 1-55587-368-5)
- 1991. (pt) Jean-Jacques Salomon, « Morte e ressurreição do capitalismo: a propósito de Schumpeter », Estudos Avançados, vol. 5, no 13,‎ septembre-décembre 1991 (ISSN 1806-9592, lire en ligne)
- 1989. « Critérios para uma política de ciência e tecnologia — De um paradigma a outro», in Colóquio Ciências, 4, p. 90–98, Lisbonne, Fundação Calouste-Gulbenkian.
- 1986. « Science, technologie et développement. Le problème des priorités ». Tiers-Monde. Tome no 27, no 105, p. 213-222.
- 1984. "Science sans frontières, frontières sans science?", in revue Indisciplines, no 1
- 1980. Jean-Jacques Salomon, « À propos du progrès. Edison ou le magicien revisité », Commentaire, vol. 3, no 10,‎ 1980, p. 233-242 (lire en ligne)
- 1980. Jean-Jacques Salomon, « Daumas Maurice, Histoire générale des techniques. Les techniques de la civilisation industrielle. Gille Bertrand, Histoire des techniques. Technique et civilisations. Technique et sciences », Revue française de sociologie, vol. 21, no 3,‎ 1980, p. 455-461 (lire en ligne)
- 1971. Jean-Jacques Salomon, « La responsabilité sociale des scientifiques », L’engagement social du scientifique. Conférences du cinquantenaire de la Faculté des sciences de l'Université de Montréal,‎ 1971, p. 7-26 (lire en ligne)
- 1970. Jean-Jacques Salomon, « Histoire de la science et politique de la science », Organon, no 7,‎ 1970, p. 51-60 (lire en ligne)

### Conférences, allocutions et interviews
- 2007. « Les scientifiques sont-ils irresponsables » (par l'Agence Science-Presse). 26 octobre.
- 2007. « La science atteinte du syndrome du déni » (avec Louis-Gilles Francoeur). Le devoir, 23 octobre.
- 2007. «L’irresponsabilité sociale des scientifiques». Conférence donnée devant les élèves de Première supérieure (Préparation à l’École normale supérieure, à l’École polytechnique et à HÉC) et leurs professeurs au Lycée Louis-le-Grand, Paris, 15 mars.
- 2006. "Why Sustain Fundamental Research?". Conférence
- 2005. « Le scientifique et le guerrier ». Conférence donnée à l'École normale supérieure de Lyon le 24 mars. (durée: 1h14)
- 2005. Interview sur La science citoyenne pour Radio-Canada
- 2002. "El nuevo escenario de las politicas de la ciencia" Conférence
- 2000. Conférence sur Sloterdijk en présence de Sloterdijk
- 1995. "Sciences et développement: pourquoi la quête est-elle incertaine?" Allocution pour les 50 ans de l'ORSTOM (IRD)
- 1994. "Why the Quest Was Uncertain", Conférence à l'Université des Nations unies (11 juillet 1994, Tokyo, Japon)

### Filmographie
- 2005. « Le scientifique et le guerrier », conférence à l'École normale supérieure de Lyon, 74 minutes
- 2005 (interview par Michel Burnier). « Jean-Jacques Salomon », série Passage, sur images.cnrs.fr, 39 minutes

### Sources
- Le fonds d'ouvrages que Jean-Jacques Salomon a constitué en politique de la science dans sa bibliothèque personnelle se trouve au centre documentaire du CAPHÉS. Collection consultable ici.
- Pierre Juquin, 2008. « Jean-Jacques Salomon, ou la science citoyenne », Écologie & politique, vol 1, no 35, p. 117-118.
- Pablo Kreimer, 2012 Témoignage d'un ancien élève